# Selenoscopus turbisquamatus
Selenoscopus turbisquamatus is een straalvinnige vissensoort uit de familie van sterrenkijkers (Uranoscopidae). De wetenschappelijke naam van de soort is voor het eerst geldig gepubliceerd in 1993 door Okamura & Kishimoto.